# Amphineurus (Amphineurus) bicinctus
Amphineurus (Amphineurus) bicinctus is een tweevleugelige uit de familie steltmuggen (Limoniidae). De soort komt voor in het Australaziatisch gebied.